# From Here to Eternity
From Here to Eternity är en låt och en singel av det brittiska heavy metal bandet Iron Maiden släppt den 29 juni, 1992 som den andra singeln från albumet Fear of the Dark. Låten är skriven av basisten Steve Harris. Omslaget är ett foto av bandet (en av få som inte har Eddie på omslaget).
Låten är en fortsättning på historien om "Charlotte the Harlot" som började med låtarna Charlotte the Harlot och 22 Acacia Avenue. Den här är lite enklare och rakt fram. Här har Charlotte ett förhållande med en motorcyklist.
Singeln har tre B-sidor men den släpptes både på LP och CD. De har tre gemensamma sånger men en som är olika beroende på versionen. Den första B-sidan som finns på båda versionerna är en hyllning till Iron Maidens långvariga ljustekniker Vic Vella. Den heter Roll over Vic Vella och är en cover på den kända låten Roll over Beethoven. Iron Maidens version har dock en egen text skriven av Steve Harris.
Den andra B-sidan, som finns både på CD:n och LP:n, är en liveinspelning av låten No Prayer for the Dying inspelad i Wembley Arena, 17 december, 1990 under turnén No Prayer On The Road. Den är den fjärde låten på CD:n och tredje på LP:n. Som tredje låt på CD:n finns en liveversion av låten Public Enema Number One inspelad under samma konsert som No Prayer For The Dying. 
Fjärde sången på LP-versionen är en cover på en sång av Budgie som hette I Can't See My Feelings.

## Låtlista CD versionen
1. From Here to Eternity (Harris)
2. Roll over Vic Vella (Berry, Harris)
3. Public Enema Number One (Live) (Murray, Dickinson)
4. No Prayer for the Dying (Live) (Harris)

## Låtlista LP versionen
1. From Here to Eternity (Harris)
2. Roll over Vic Vella (Berry, Harris)
3. No Prayer for the Dying (Live) (Harris)
4. I Can't See My Feelings (Shelley, Bourge)

## Banduppsättning
- Steve Harris – Bas
- Dave Murray – Gitarr
- Bruce Dickinson – Sång
- Nicko McBrain – Trummor
- Janick Gers – Gitarr